# Téléphérique Shin-Kobe
Le téléphérique Kobe Nunobiki (神戸布引ロープウェイ, Kobe Nunobiki Rōpuwē), anciennement appelé Téléphérique Shin-Kobe (新神戸ロープウェ, Shin-KobeRōpuwē) jusqu'en 2011, est une ligne aérienne exploitée par la société Kobe Resort Service localisée dans la ville de Kōbe, dans la préfecture de Hyōgo au Japon. La ligne du téléphérique est surnommée Ballon de rêve à Kobe (神戸夢風船, Kōbe Yume-Fūsen).

## Description
La ligne comporte trois stations, la station d'Hābu-en Sanroku, la station de Kaze no oka chūkan et la station d'Hābu-en Sanchō. Elle permet de rejoindre depuis Kobe et notamment la gare Shinkansen  Shin-Kōbe distant de 200m environ de celle-ci, au jardin botanique de Nunobiki (布引ハーブ園,Herb Garden) de 16 hectares et de sa vue panoramique sur Kobe.

## Données
La longueur est  de 1.46 km et le dénivelé de 330 m. Le nombre de personnes par cabine est de 6, avec un système de débrayable. Il faut environ 10 min pour effectuer le trajet avec une vitesse de 10,8 km/h. Le mécanisme du système est effectué par un moteur à courant continu de 250kW.

## Histoire
C'est en 1991 que la ligne fut inauguré par la fondation du développement urbain de la ville de Kobe sous le nom de Téléphérique Shin-Kobe. En 2011, la fondation cède sa gestion du téléphérique à la société Kobe Resort Service. A ce moment, là, le nouveau gestionnaire change le nom des stations et le nom du téléphérique notamment.C'est pour cela que depuis 2011, le téléphérique se nomme Kobe Nunobiki.

## Station
La ligne du Téléphérique comporte trois stations
| Noms des stations  |
| ------------------ |
| Hābu-en Sanroku    |
| Kaze no oka chūkan |
| Hābu-en Sanchō     |

Installations
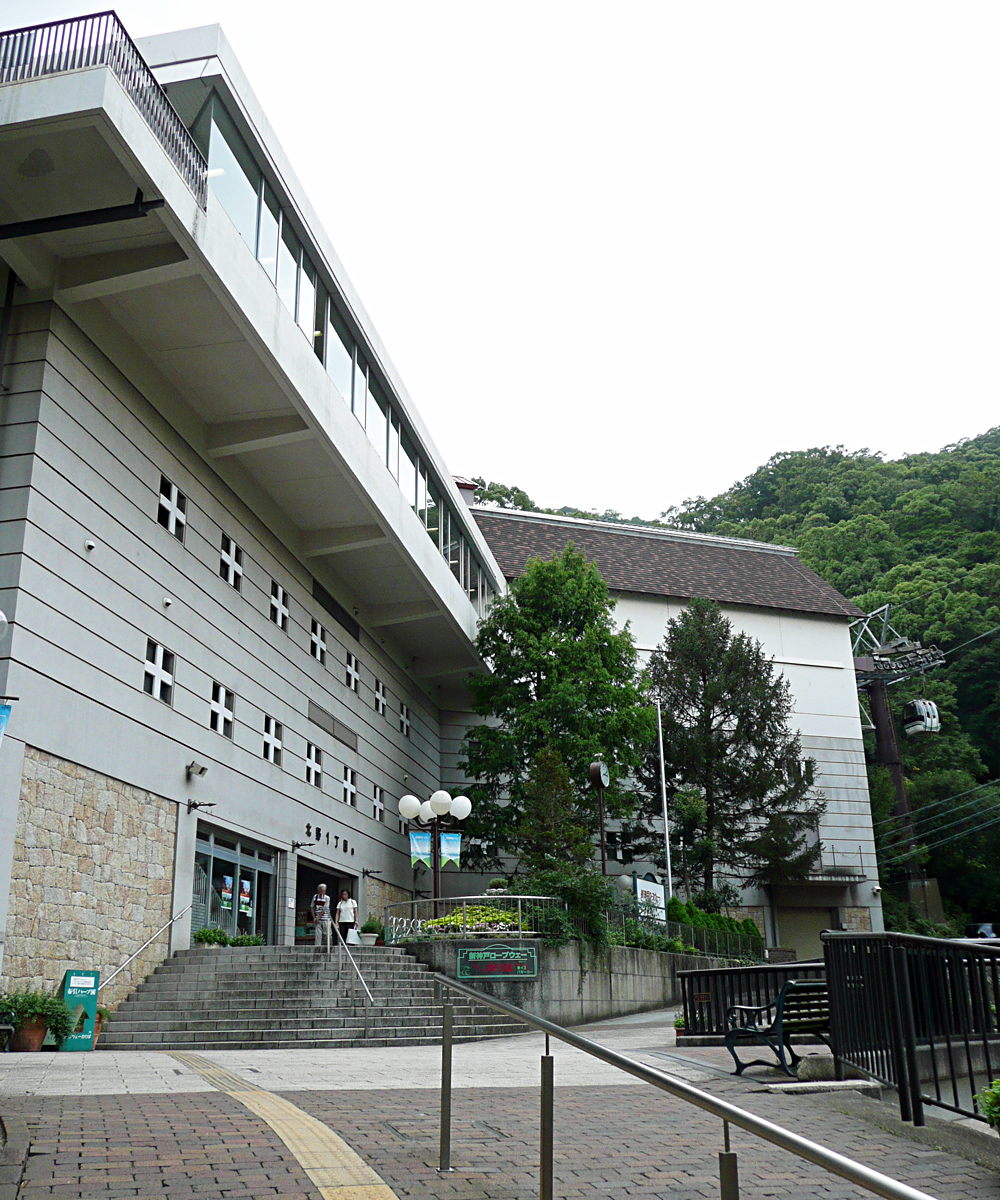
Station d'Hābu-en Sanroku.
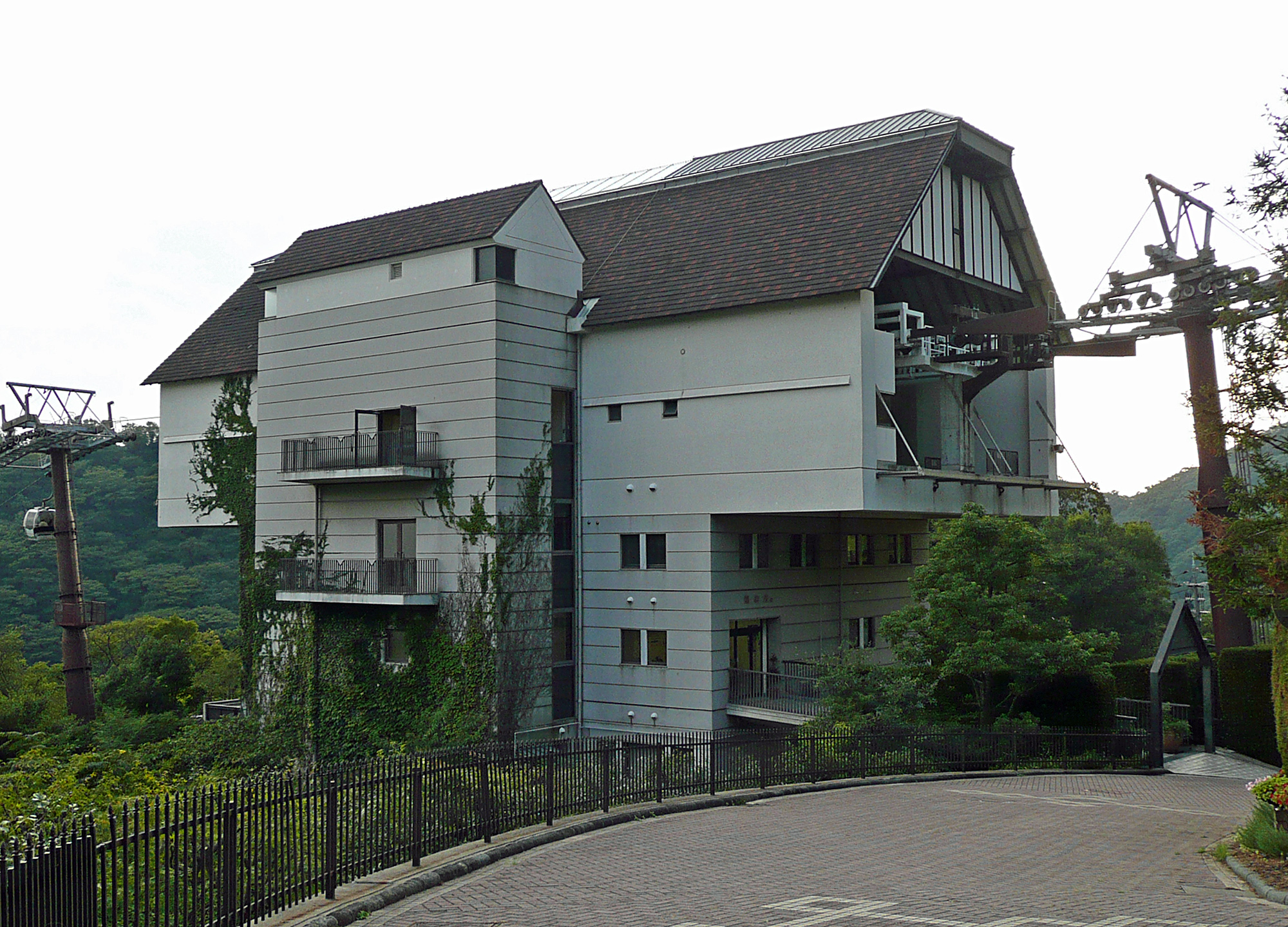
Station de Kaze no oka chūkan.
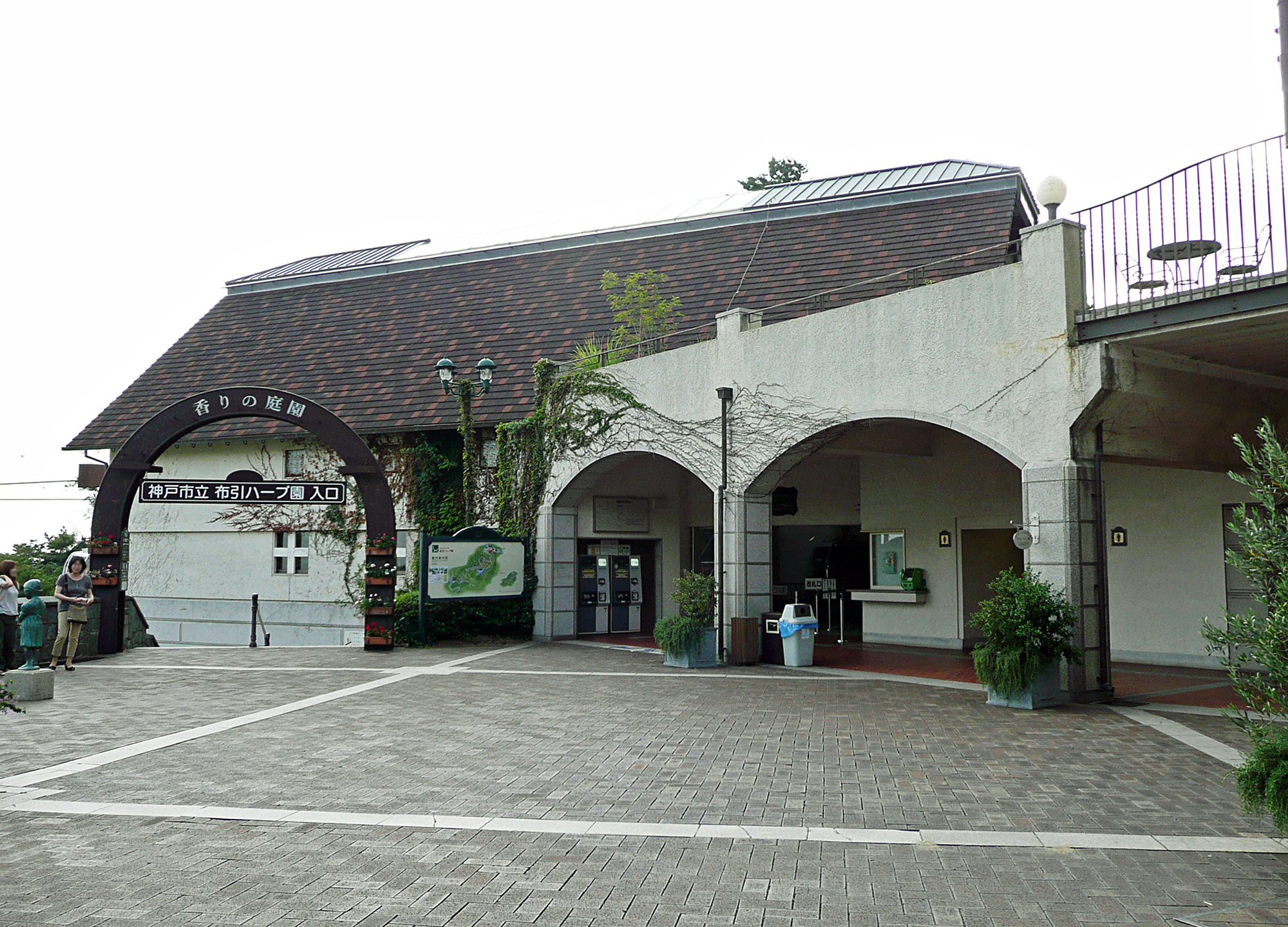
Station d'Hābu-en Sanchō.
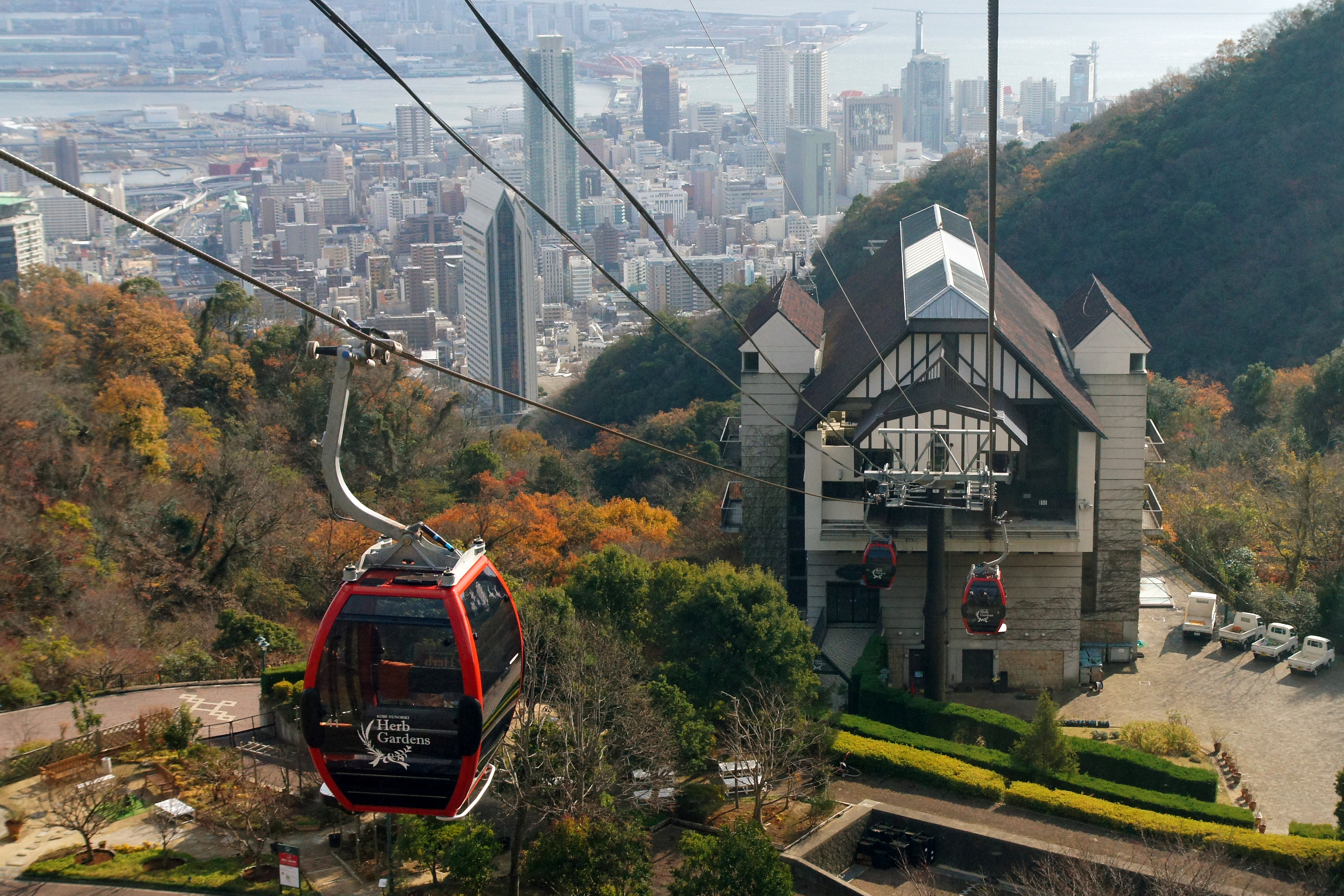
Cabine au-dessous de la station intermédiaire. Au loin, la ville de Kobe.